# Новелія зігнутолиста
{{#ifeq:0|0|{{#if:Nowellia curvifolia|{{#if:|[[]}}|[[]]}}}}
Новелія зігнутолиста (Nowellia curvifolia) — вид печіночників порядку юнгерманіальних (Jungermanniales).

## Поширення
Батьківщиною є Європа, Макаронезія, Азія, Північна Америка, Південна Америка.
Росте в тінистих або напівтінистих місцях у лісах на вологій гнилій деревині. Рідко заселені безвапнякові породи, а в районах океанічного клімату — торф'янисті чи піщано-скелясті надра.

## Характеристика
Nowellia curvifolia — дуже ніжний мох, який утворює плоскі килимки на заселеному субстраті від жовто-зеленого до червоно-коричневого кольору. Розпростерті рослини мають шнуроподібну форму і шириною до 1 міліметра. Нещільно виступаючі та накладені один на одного листки цілісні, дещо порожнисті, асиметричні та закінчуються двома волосками з 4–10 однорядними кінчиками. Клітини листя в середині листа мають розмір приблизно від 20 до 35 мкм, мають жовтуваті потовщені кути клітин і численні крихітні масляні тільця. Вид моху дводомний, іноді однодомний. Спори папілозні, червонувато-коричневі, розміром 8–9 мкм. Час дозрівання спор навесні. Виводкові тіла, які використовуються для вегетативного розмноження, іноді присутні на краях або кінчиках листя; вони жовтувато-зелені, сферичні й розміром від 14 до 19 мкм.